# Stiftung Folsäure Offensive Schweiz
Die Stiftung Folsäure Schweiz hat das Ziel, die Bevölkerung über die Risiken einer möglichen Folsäureunterversorgung zu informieren. Kernzielgruppe sind junge Frauen und Männer mit Kinderwunsch, richtet sich aber auch an alle weiteren Personen. Die Finanzierung der Stiftung erfolgt wesentlich aus der Industrie.
Die Idee zur Gründung ergab sich aus  den Angaben über eine Folsäureunterversorgung der Bevölkerung im «4. Schweizer Ernährungsbericht von 1998» des Bundesamtes für Gesundheit (BAG). Die Stiftung informiert seit Januar 2000 über die Risiken einer Unterversorgung. Die Bezeichnung «Folsäure – das Lebensvitamin» wurde vom BAG bewilligt und betont die zentrale Bedeutung der Folsäure während des gesamten Lebens. Die Finanzierung erfolgt auf privater Ebene, Sitz der Stiftung ist in Zug.

## Ziele
Haupttätigkeit ist eine multimediale Präventionskampagne mit dem Ziel, die Bevölkerung über Risiken und Folgen eines Folsäuremangels (insbesondere in der Frühschwangeraschaft) zu informieren und so Geburtsfehler wie Spina bifida zu reduzieren. Weitere Aktivitäten sind, die Einführung von Produkten mit Folsäure zu fördern und somit einen nachhaltigen Beitrag für die Gesundheit der Schweizer Bevölkerung zu leisten, sowie Förderprojekte für Jugendliche mit Neuralrohrdefekten, v. a. Spina bifida (offener Rücken) zu finanzieren.

## Geschichte
Initiator und Gründer ist Erich P. Meyer, Unternehmer im Kanton Zug. Die Erarbeitung des Konzeptes  erfolgte 1999 aufgrund der Tatsache, dass der Bundesrat wegen massiver Einsprachen diverser Lobbys nicht auf das Postulat von Nationalrat Roland Wiederkehr der obligatorischen Folsäure-Anreicherung von Weizenmehl respektive Brot eintreten konnte. Maria Walliser, ehemalige Schweizer Skirennfahrerin und Mutter einer Tochter mit Spina bifida, ist seit Gründung deren Patin und Präsidentin des Stiftungsrates.

## Gremien
Die organisatorische Leitung liegt beim Stiftungsrat. Die Mitglieder des Wissenschaftlichen Beirats garantieren dafür, dass der aktuelle medizinische Forschungsstand in sämtlichen Publikationen der Stiftung sichergestellt ist.
- Stiftungsrat: Maria Walliser (Präsidentin), Erich P. Meyer (Initiator und Geschäftsführer), Werner Hug, Tanja Zimmermann-Burgerstein, Walter von Reding
- Wissenschaftlicher Beirat: Kurt Baerlocher, Sabine Rohrmann, Janice Marie Sych, Nicole Ochsenbein-Kölble, Serge Rezzi, Katharina Quak Lötscher, Isabele Herter-Aeberli
- Controlling: Bohnet und Schlatter Treuhand AG, Zug

## Finanzierung
Die Stiftung wird durch jährliche Mitgliederbeiträge aus der Industrie (Lebensmittel, Pharmazie, Kosmetika und weitere) sowie private Gönner finanziert.

## Partner
Die Stiftung wird von über 60 Partnern aus den Bereichen Mühlen, Bäckereien, Lebensmittel, Pharmazie, Produkte für Schwangere sowie diversen Organisationen des Gesundheitswesens unterstützt.
Partner dürfen das „Folsäure-Label“ auf Basis einer Partnervereinbarung auf ihren Produkten und Informationen verwenden.